# 永井愛
永井 愛（ながい あい、1951年10月16日 - ）は、日本の劇作家、演出家。劇団二兎社主宰。
父は画家の永井潔。

## 来歴
東京都出身。東京都立富士高校時代から演劇部に入る。桐朋学園芸術短期大学演劇専攻科卒。
春秋団に研究生として参加し、そこで出会った大石静と1981年、「二兎社」を結成。脚本、演出、出演を大石と二人で行う。翌1982年の、老若男女12人を二人で演じた『カズオ』は再演を重ね、初期の代表作となる。
1997年、『見よ、飛行機の高く飛べるを』と『ら抜きの殺意』を発表。両作品により芸術選奨文部大臣新人賞を受賞。
1991年、大石は二兎社を離れ、以後永井が単独で主宰。日本劇作家協会前会長、理事。2016年3月より副会長。
2024年、劇団青年座のために2003年に書き下ろした『パートタイマー・秋子』を、自身で初演出した。

## 受賞歴
- 第6回読売演劇大賞優秀作品賞（「時の物置」）[11][リンク切れ]
- 1995年度（第50回）芸術祭演劇大賞（「パパのデモクラシー）」[12]
- 第31回紀伊國屋演劇賞個人賞（「僕の東京日記」）[13]
- 1997年度芸術選奨文部大臣新人賞（「見よ、飛行機の高く飛べるを」「ら抜きの殺意」）[14]
- 第1回鶴屋南北戯曲賞（「ら抜きの殺意」）[15][リンク切れ]
- 第44回岸田國士戯曲賞（「兄帰る」）[16]
- 第8回読売演劇大賞 優秀演出家賞（「萩家の三姉妹」）[17][リンク切れ]
- 第51回読売文学賞（シナリオ戯曲賞）（「萩家の三姉妹」）[18][リンク切れ]
- 第1回朝日舞台芸術賞秋元松代賞（「こんにちは、母さん」と「日暮町風土記」の二作）[19]
- 第1回バッカーズ演劇奨励賞（「日暮町風土記」）[20]
- 第13回読売演劇大賞 優秀演出家賞（「歌わせたい男たち」）[21][リンク切れ]
- 第2回（2014年度）ハヤカワ「悲劇喜劇」賞（「鷗外の怪談」）[22]。
- 第65回芸術選奨文部科学大臣賞[23]（「鷗外の怪談」）
- 第14回バッカーズ演劇奨励賞（同上）
- 第25回読売演劇大賞 最優秀演出家賞 （「ザ・空気」）[24][リンク切れ][25]
- 2018年度毎日芸術賞（「誰も書いてはならぬ」）
- 第32回読売演劇大賞 優秀演出家賞（「パートタイマー・秋子」「こんばんは、父さん」）[26]

## 著書
- 『カズオ』JICC出版局 1990
- 『時の物置』而立書房 1996
- 『パパのデモクラシー』而立書房 1997
- 『僕の東京日記』而立書房 1997
- 『ら抜きの殺意』而立書房 1998
- 『見よ、飛行機の高く飛べるを』而立書房 1998
- 『萩家の三姉妹』白水社 2000
- 『兄帰る』而立書房 2000
- 『こんにちは、母さん』白水社 2001
- 『新・明暗』而立書房 2002
- 『日暮町風土記』而立書房 2002
- 『中年まっさかり』光文社 2002 のち文庫
- 『歌わせたい男たち』而立書房 2008
- 『片づけたい女たち』而立書房 2013
- 『書く女』而立書房 2016（樋口一葉を描く）
- 『ザ・空気』而立書房 2018
- 『ザ・空気 ver.2』而立書房, 2019.12
- 『ザ・空気 ver.3』而立書房 2021
- 『鴎外の怪談』而立書房 2021
- 『言葉を手がかりに：見ること、伝えること、考えること』集英社クリエイティブ 2022（上西充子との対談）
- 『パートタイマー・秋子』而立書房 2024